# Gaspar Sangurima
Gaspar Sangurima López, conegut com El Lluqui (l'esquerrà, en kichwa), (Cuenca o Ludo, ca. 1780 – Ibidem, 5 de novembre de 1835) va ser un reconegut artista i escultor equatorià.

## Trajectòria
Va ser fill de Gregorio Sangurima i Francisca López, i no va tenir cap mena d'educació a causa d'una falta de recursos econòmics de la seva família. No obstant això, tenia una gran curiositat per l'art i es va convertir una icona de l'art colonial de Cuenca. Va ser autodidacta i va aprendre joieria, escultura, fusteria i ebenisteria. Simón Bolívar va proposar a Sangurima dirigir la primera Escola d'Arts de la ciutat de Cuenca en 1822 després d'haver-li esculpit un bust en marbre.

L'escriptor Lucio Salazar Tamariz parla de Sangurima en el seu llibre Una comarca y sus destellos: semblanzas instantáneas:
| « | «Va créixer en un replegament d'aquesta regió muntanyenca nostra, mirant, amb els seus ulls tristos i humils, la rutilant claredat de les albes d'aquesta terra, o la cárdena ferida que s'obre en el cel quan el sol s'enfonsa en el ponent; mirant el miracle de les flors que han obert les seves corol·les al petó de la rosada mañanero; i la verdor tendida dels camps, i l'alta verdor dels arbres; l'onatge inquiet dels sembrats i el viatge cristal·lí dels rius; la pluja delgadita i constant que convida a la tristesa, o la tempestat que esglaia en escampar per tot l'horitzó la claror dels llampecs i el retrunyir del tro». | » |

Creó una escuela que, a su muerte en 1780 fue continuada por sus hijos Cayetano y José María, y posteriormente por los artistas Miguel Vélez y Alvarado. Va crear una escola que, a la seva mort en 1780 va ser continuada pels seus fills Cayetano i José María, i posteriorment pels artistes Miguel Vélez i Alvarado. Moltes de les seves obres es troben a les esglésies de la ciutat.

## Reconeixements
El general Antonio José de Sucre va canviar de nom el carrer Novena de Cuenca amb el nom de Gaspar Sangurima en el seu honor en 1822. Posteriorment, el Cabildo va col·locar una placa en el seu honor situada a la cantonada dels carrers Gaspar Sangurima i General Torres, on es localitzava el taller de Sangurima. I, cada any, la Municipalitat de Conca lliura el premi Gaspar Sangurima.